# Oeuvre van Baantjer
Dit is een lijst met oeuvre van Albert Cornelis (Appie) Baantjer. 

## De Cock
Geschreven door Albert Cornelis (Appie) Baantjer in de De Cock-serie;
1. 1964: De Cock en een strop voor Bobby
2. 1965: De Cock en de wurger op zondag
3. 1965: De Cock en het lijk in de kerstnacht
4. 1967: De Cock en de moord op Anna Bentveld
5. 1967: De Cock en het sombere naakt
6. 1968: De Cock en de dode harlekijn
7. 1969: De Cock en de treurende kater
8. 1970: De Cock en de ontgoochelde dode
9. 1971: De Cock en de zorgvuldige moordenaar
10. 1972: De Cock en de romance in moord
11. 1972: De Cock en de stervende wandelaar
12. 1973: De Cock en het lijk aan de kerkmuur
13. 1974: De Cock en de dansende dood
14. 1978: De Cock en de naakte juffer
15. 1979: De Cock en de broeders van de zachte dood
16. 1980: De Cock en het dodelijk akkoord
17. 1981: De Cock en de moord in seance
18. 1982: De Cock en de moord in extase
19. 1982: De Cock en de smekende dood
20. 1983: De Cock en de ganzen van de dood
21. 1983: De Cock en moord op melodie
22. 1984: De Cock en de dood van een clown
23. 1984: De Cock en een variant op moord
24. 1985: De Cock en moord op termijn
25. 1985: De Cock en moord op de Bloedberg
26. 1986: De Cock en de dode minnaars
27. 1987: De Cock en het masker van de dood
28. 1987: De Cock en het lijk op retour
29. 1988: De Cock en moord in brons
30. 1988: De Cock en een dodelijke dreiging
31. 1989: De Cock en moord eerste klasse
32. 1989: De Cock en de bloedwraak
33. 1990: De Cock en moord à la carte
34. 1990: De Cock en moord in beeld
35. 1991: De Cock en danse macabre
36. 1992: De Cock en een duivels komplot
37. 1991: De Cock en de ontluisterende dood
38. 1992: De Cock en het duel in de nacht
39. 1993: De Cock en de dood van een profeet
40. 1993: De Cock en kogels voor een bruid
41. 1994: De Cock en de dode meesters
42. 1994: De Cock en de sluimerende dood
43. 1995: De Cock en 't wassend kwaad
44. 1995: De Cock en het roodzijden nachthemd
45. 1996: De Cock en moord bij maanlicht
46. 1996: De Cock en de geur van rottend hout
47. 1997: De Cock en een dodelijk rendez-vous
48. 1997: De Cock en tranen aan de Leie
49. 1998: De Cock en het lijk op drift
50. 1998: De Cock en de onsterfelijke dood
51. 1999: De Cock en de dood in antiek
52. 1999: De Cock en een deal met de duivel
53. 2000: De Cock en dood door hamerslag
54. 2000: De Cock en de dwaze maagden
55. 2001: De Cock en de dode tempeliers
56. 2001: De Cock en de blijde Bacchus
57. 2002: De Cock en moord op bestelling
58. 2002: De Cock en de dood van de Helende Meesters
59. 2003: De Cock en moord in reclame
60. 2003: De Cock en geen excuus voor moord
61. 2004: De Cock en de gebrandmerkte doden
62. 2004: De Cock en een veld papavers
63. 2005: De Cock en de broeders van de haat
64. 2005: De Cock en de dood van een kunstenaar
65. 2006: De Cock en de dartele weduwe
66. 2006: De Cock en moord in triplo
67. 2007: De Cock en een recept voor moord
68. 2007: De Cock en de wortel van het kwaad
69. 2008: De Cock en de moord in de hondsdagen
70. 2008: De Cock en de dood in gebed

Vervolgens geschreven door Peter Römer. Delen 71 tot en met 75 zijn gebaseerd op scenario's van afleveringen uit de tv-serie Baantjer. Delen 76 tot en met 79 zijn gebaseerd op scenario's van afleveringen uit de tv-serie Grijpstra & De Gier. Vanaf deel 80 zijn het originele nieuwe verhalen.
- 2012:  71 De Cock en de onzichtbare moordenaar
- 2013:  72 De Cock en de moord in het circus
- 2013:  73 De Cock en de dood van een engel
- 2014:  74 De Cock en de rituele moord
- 2014:  75 De Cock en het lijk aan de Amstel
- 2015:  76 De Cock en de dode diva
- 2015:  77 De Cock en de vermoorde onschuld
- 2016:  78 De Cock en het dodelijk doel
- 2016:  79 De Cock en de zoete wraak
- 2017:  80 De Cock en de moord op maat
- 2017:  81 De Cock en een duivels dilemma
- 2018:  82 De Cock en de naakte waarheid
- 2018:  83 De Cock en de dood van een kerkrat
- 2019:  84 De Cock en de zwarte weduwe
- 2019:  85 De Cock en de levende dode
- 2020:  86 De Cock en kermis in de hel
- 2020:  87 De Cock en de schaduw van de dood
- 2021:  88 De Cock en de schim uit het verleden
- 2021:  89 De Cock en de eenzame dood
- 2022:  90 De Cock en de moord op stand
- 2022:  91 De Cock en een dodelijk spel
- 2023:  92 De Cock en de ongehoorde moord
- 2023:  93 De Cock en het kind van de rekening
- 2024:  94 De Cock en de kus des doods
- 2024:  95 De Cock en de moord op afspraak
- 2025:  96 De Cock en de vrouw zonder gezicht
- 2025:  97 De Cock en moord op het spoor

## Trivia
John Bakkenhoven 
heeft twee boeken geschreven over de twaalfjarige De Cock en zijn vriendinnetje Tanneke:
1. 2001: Cockie met ceeooceekaa
2. 2002: Cockie - Hassemebassie!

Hij was een agent en een goede vriend van wijlen Appie Baantjer. 
Bakkenhoven overleed op 11 april 2006 te Laren. Hij schreef o.a:
1. 1990: Baantjer en De Cock
2. 1998: Het Amsterdam van Appie Baantjer
3. 2000: Het leven van Baantjer

## Biografie
In 2008 verscheen de eerste, geautoriseerde biografie over A.C. Baantjer, geschreven door Geertje Bos-Pouw.
1. 2008: Baantjer alias De Cock. Een biografie.

## Overige verhalen
Overige verhalen geschreven door Baantjer, of geschreven over Baantjer.
1. 1959: Vijf maal acht grijpt in!: politie-ervaringen in de grote stad
2. 1963: Het mysterie van de doodshoofden
3. 1963: Dertien katten
4. 1964: Moord tussen de buien door
5. 1964: Een strop voor Bobby
6. 1965: De bloemen en Jantje
7. 1966: De doden spreken niet: 40 onopgeloste moordzaken: een journalistieke documentaire
8. 1967: De moord op Anna Bentveld
9. 1977: Recherche
10. 1978: De dertien katten (Heruitgave van "Dertien Katten" uit 1963)
11. 1978: Rechercheur Baantjer van Warmoesstraat vertelt 1
12. 1979: Rechercheur Baantjer van Warmoesstraat vertelt 2
13. 1979: Uit het leven van een Amsterdamse diender
14. 1979: Een Amsterdamse rechercheur
15. 1980: Rechercheur Baantjer van Warmoesstraat vertelt 3
16. 1981: De moraal van het cliché
17. 1982: Misdaad in het verleden
18. 1982: Moord en doodslag in de Warmoesstraat
19. 1982: Rechercheur Baantjer van Warmoesstraat vertelt 4
20. 1984: Rechercheur Baantjer van Warmoesstraat vertelt 5
21. 1983: De zotte Warmoesstraat
22. 1985: Rechercheur Baantjer van Warmoesstraat vertelt 6
23. 1985: De misdaadmachine in de Warmoesstraat
24. 1986: Ik heb mijn man vermoord
25. 1986: De Magische Zeven
26. 1987: Rechercheur Baantjer van Warmoesstraat vertelt 7
27. 1987: Het Achtste Wonder
28. 1988: Negen heit de klok
29. 1988: Tien met een griffel
30. 1996: Rechercheur Baantjer van Warmoesstraat vertelt 8
31. 1996: De Cock met ceeooceekaa (speciale mini uitgave met acht kleine verhalen van De Cock)
32. 1997: Rechercheur Baantjer van Warmoesstraat vertelt 9
33. 1997: Het Amsterdam van Baantjer (door John Bakkenhoven)
34. 1998: Rechercheur Baantjer van Warmoesstraat vertelt 10
35. 1999: Fanmail voor Baantjer
36. 2000: Rechercheur Versteegh en de dertien katten (Heruitgave van "Dertien Katten" uit 1963)
37. 2001: De andere kant van de Cock
38. 2003: Dossier 'Baantjer' (door Peter Römer)
39. 2005: Appie Baantjer Compleet deel 1
40. 2006: Appie Baantjer Compleet deel 2
41. 2008: Appie Baantjer Compleet deel 3
42. 2008: Baantjer alias De Cock. Een biografie
43. 2010: De Cock met ceeooceeka en ik: ... en tien andere korte verhalen

## Baantjer en De Waal
1. 2009: Een Rus in de Jordaan
2. 2010: Een lijk in de kast
3. 2010: Een dief in de nacht* **
4. 2011: Een Schot in de Roos
5. 2011: Een rat in de val
6. 2012: Een mes in de rug
7. 2012: Een licht in de duisternis
8. 2013: Een wolf in schaapskleren
9. 2013: Een tip van de sluier
10. 2014: Een tien met een griffel
11. 2014: Een kuil voor een ander
12. 2014: Een schim in de nacht

(*) laatste boek waar Baantjer zelf aan meegeschreven heeft.
(**) Na het overlijden van Appie Baantjer werd de reeks omgedoopt in "De Waal en Baantjer"

## Baantjer Inc.
Het laatste verzamelde werk van Appie Baantjer uit 2010: De Cock met ceeooceeka en ik: ... en tien andere korte verhalen bevatte 5 hoofdstukken van een nieuwe reeks: Baantjer Inc.. Het is het eerste deel: "Moord met een strijdbijl". Baantjer verleende zijn toestemming en medewerking aan het eerste deel van de serie. Het tweede deel verscheen reeds na diens overlijden.
1. 2010: Moord met een strijdbijl*
2. 2011: Moord in een café
3. 2011: Moord op de Albert Cuyp
4. 2012: Moord aan tafel
5. 2012: Moord op de tram
6. 2013: Moord op een chirurg

(*) laatste boek dat Baantjer zelf bekeken heeft.